# Clutia brassii
Clutia brassii là một loài thực vật có hoa trong họ Peraceae. Loài này được Brenan mô tả khoa học đầu tiên năm 1954.